# Seal Island (Anguilla)
Seal Island è una piccola isola situata al largo della costa nord-occidentale  di Anguilla. Si trova a circa due chilometri a ovest delle Prickly Pear Cays. Si tratta di una piccola isola sabbiosa al centro del parco marino Seal Island Reef System. Nonostante le sue dimensioni ridotte è una delle attrattive turistiche della zona per la ricchezza dei suoi fondali marini che la rendono popolare tra i subacquei.